# H8M4
H8M4 – album studyjny polskiego rapera Białasa. Wydawnictwo ukazało się 26 sierpnia 2016 roku nakładem wytwórni muzycznej SB Maffija.
Album dotarł do 1. miejsca polskiej listy przebojów – OLiS. Materiał był promowany teledyskami do utworów „I poszedł”, „Jeden żyć”, „Blakablakablaka”, „Mamo sięgam gwiazd”, „Jedna wiara jeden skład” i „Patrzcie idzie frajer”.
16 listopada 2016 roku płyta uzyskała w Polsce certyfikat złotej sprzedając się w nakładzie 15 tys. egzemplarzy, a w marcu 2017 – platynowej.

## Lista utworów
Źródło.
1. „Witam cię 2k16” (gościnnie: Zelo PTP, produkcja: Got Barss)
2. „Patrzcie idzie frajer” (gościnnie: Bedoes, produkcja: Got Barss)
3. „Mamo, sięgam gwiazd” (produkcja: Bob Air)
4. „Jedna wiara jeden skład” (produkcja: Got Barss)
5. „Mali ludzie, wielkie nieba” (gościnnie: Zui, produkcja: Got Barss)
6. „Jeden żyć” (produkcja: Lanek)
7. „Chamer” (produkcja: Lanek)
8. „Mam dość (Love Yourz - Remix)” (gościnnie: Bonson, produkcja: Lanek)
9. „Blakablakablaka” (produkcja: Lanek)
10. „Nie śpię bo trzymam gardę” (produkcja: Got Barss)
11. „I poszedł” (produkcja: Got Barss)
12. „Tracimy kontrolę” (gościnnie: Beteo, Solar, produkcja: Got Barss)